# Simone Sini
Simone Sini, född 9 april 1992 i Sesto San Giovanni, är en italiensk fotbollsspelare som spelar för Pisa, utlånad från Roma. Sini kan spela både centralt och till vänster i försvaret.

## Karriär
Simone Sini inledde karriären i Romas ungdomsverksamhet. Inför säsongen 2010/2011 lånades han till Serie A-klubben Lecce för att skaffa sig erfarenhet. I kontraktet fanns också en klausul som gav Lecce rätt till delägarskap. Han debuterade redan säsongens första match, förlust bort mot AC Milan med 4-0, men spelade sedan bara ytterligare en match. Efter säsongen återvände Sini till Roma.
Den kommande säsongen lånades Sini istället ut till Lecces ärkerivaler Bari i Serie B. Men precis som säsongen innan hade Sini svårt att få speltid. 31 januari, övergångsfönstrets sista dag, lånades Sini istället ut till Livorno, fortfarande i Serie B. Även denna gång med rätt till delägarskap. 
Efter säsongen hade Livorno planer på att förlänga lånet, men efter att Sini tillbringat försäsongen med Livorno visade det sig att de båda klubbarna inte kunde komma överens. Istället lånades Sini ut till nyblivna Serie B-laget Pro Vercelli.
Sommaren 2013 köpte Lega Pro-klubben Perugia Sini från Roma på delägarskap.

## Landslag
Simone Sini har representerat Italien i de flesta ungdomslandslag. Han gjorde sitt första mål för u19-landslaget mot Turkiet 12 januari 2011. 
Han spelade sin hittills enda match för u21-landslaget mot Schweiz 10 augusti 2010.